# Umberto Benigni
Umberto Benigni (ur. 1862, zm. 1934) – włoski duchowny katolicki, prałat, podsekretarz w Kongregacji dla nadzwyczajnych spraw kościelnych (1906-1911), twórca Sodalitium Pianum.
Interesował się historią i był dziennikarzem. W swojej działalności przeciwko modernizmowi w Kościele miał poparcie i błogosławieństwo papieża Piusa X.
Jako wpływowa osobistość na katolickim rynku prasowym we Włoszech utrudniał publikacje poświęcone sprawie polskiej w okresie przed wybuchem Wielkiej Wojny.
Wydawał pismo „Bollettino Antisemita”.